# Райськеє діло
«Райськеє діло. Автопортрет перед дзеркалом» — вистава на дві дії за творами Івана Малковича в Національному академічному драматичному театрі імені Івана Франка.
Допрем'єрний показ вистави відбувся у театрі 13 червня 2012. Прем'єра запланована на 14 червня 2012.

## Зміст
В основі постановки — вибрані твори Івана Малковича, написані протягом останніх 25 років. Автор спеціально для постановки не писав, однак підтримав ідею драматурга Андрія Приходька і навіть брав участь у репетиціях.
Сюжету нема, дія нагадує інтерактивний відеокліп.  На сцені — філософські роздуми про історію України, приправлені народними обрядовими піснями. І вистава, і концерт.

## Творчий склад
- Режисер — заслужений діяч мистецтв України Андрій Приходько
- Музичне оформлення — Сусанна Карпенко
- Художник-постановник — Богдан Поліщук
- Хореографія — заслужена артистка України Лариса Руснак
- Козацькі крутки — народний артист України Володимир Абазопуло
- Хормейстер — заслужений артист України Анатолій Навроцький
- Художник по світлу — Ярослав Марчук

## Дійові особи та виконавці
- Іван — народний артист України, лауреат Національної премії України імені Тараса Шевченка Богдан Бенюк
- Жінка Івана, Пречиста Панна — заслужена артистка України Лариса Руснак
- Коваль, Кентавр — народний артист України Василь Мазур
- Ваня, Кат, Вовк — Володимир Абазопуло (молодший)
- Чорт — Іван Залуський
- Янгол — Ксенія Вертинська
- Звіздар — Володимир Збаразський
- Міхоноша — Олександр Судейкін
- Солістка — Наталія Ненужна
- Циганка — Олена Мєдвєдєва
- Цар Ірод, Циган — Віталій Ковтун
- Агнець — Ольга Цимбаліст
- Молодиця — Агнесса Бойко

А також артисти хору, оркестру, балету.
Веде виставу Катерина Щербина